# Нижневолжская епархия
Нижнево́лжская епа́рхия — каноническая и территориально-административная структура Русской Древлеправославной церкви.
- Иргизское благочиние, благочинный протоиерей Александр Семиклетов;
- Волгодонское благочиние, благочинный протоиерей Александр Филиппских;

До 2008 года была в составе единой Волжской епархии, разделённой на две — Верхневолжскую и Нижневолжскую.

## Епископы
Епископы Волжские
- Даниил (Калинин) (декабрь 2003 — 5 декабря 2004)
- Варнава (Едигарев) (2005)
- Савин (Тихов) (30 октября 2005 — 23 декабря 2008)

Епископы Нижневолжские
- Савин (Тихов) (с 23 декабря 2008)